# Heimbach (Greding)
Heimbach ist ein Gemeindeteil der Stadt Greding und eine Gemarkung im Landkreis Roth (Mittelfranken, Bayern). Die Gemarkung Heimbach hat eine Fläche von 3,343 km² und ist in 256 Flurstücke aufgeteilt, die eine durchschnittliche Flurstücksfläche von 13059,99 m² haben.

## Lage
Das Pfarrdorf liegt südwestlich von Greding überwiegend am südlichen Talhang des Heimbachs. Der Ort ist eingerahmt von bewaldeten Bergen der Südlichen Frankenalb: Im Südwesten liegt zum Euerwanger Bühl hin der Herrenkamm, im Osten der Pfaffenberg mit der Burgruine Liebeneck und im Norden der Gredinger Berg. Felix Mader beschreibt Heimbach als „idyllisch in einem weltfremden Waldtal gelegen.“

## Ortsnamensdeutung
Nach der ältesten Schreibweise (1239) wird der Ortsname gedeutet als Ansiedelung eines „Huwo“ an einem Gewässer. Bis ins 19. Jahrhundert hielt sich die Schreibweise „Haimbach“.

## Geschichte
700 Meter nördlich der Heimbacher Kirche befinden sich mindestens 13 vorgeschichtliche Grabhügel.
Laut einer Urkunde von 1239 war das Augustiner-Chorherrenstift Rebdorf in „Huiwenbach“ begütert. 1305 wurde „Heunpach“ in der Auseinandersetzung der bayerischen Herzöge und des Eichstätter Bischofs um das „Hirschberger Erbe“ dem Hochstift Eichstätt zugesprochen. 1308 wurde eine Kirche geweiht; das Patronat tauschte 1313 der Propst von Rebdorf vom Bischof ein. Zur Pfarrei, „die vor Armut keinen Pfarrer zu unterhalten vermag“, machte 1363 Ulrich von Morsbach zu (Krafts-)Buch eine Zustiftung. 1372 bestätigte Hilpolt von Stein, dass sein Vater eine Wiese zu Heimbach der Pfarrei gestiftet hatte; er selbst macht auch eine Stiftung. 1456 erfährt man, dass der „Widmann“ (= Widdumsbauer) des Klosters Rebdorf zu Heimbach Michael Weeber hieß und den großen und kleinen Zehent erhielt, dazu noch eine zum Widdum gehörende öd liegende Hofstatt (Haus Nr. 8) und einige Äcker, Wiesen und Waldungen; für Erb- und Kaufsfälle behielt sich das Kloster das Lehenrecht vor. Er und die nachfolgenden Widdumsbesitzer hatten unter anderem die Pflichten des Mesners zu erfüllen. Nach den Wirren und Zerstörungen des Dreißigjährigen Krieges erhielt Heimbach 1661 wieder einen eigenen Pfarrer und reparierte 1667 den Pfarrhof. Am 12. April 1723 entstand um Mitternacht eine „entsetzliche“ Feuersbrunst, durch die infolge der Gebete des Ortspfarrers und der Dorfbewohner zur hl. Walburga wider Erwarten „kein einziger fernerer Schaden“ entstand.
Gegen Ende des Alten Reiches, um 1800, bestand Heimbach neben der Kirche, dem Pfarrhof und einer Mühle aus 13 Anwesen, die alle zum bischöflichen Richteramt Greding gehörten, das auch die Hochgerichtsbarkeit und die Dorf- und Gemeindeherrschaft ausübte.
Infolge des Reichsdeputationshauptschlusses kam das Hochstift Eichstätt und damit auch das Pfarrdorf Heimbach 1802 an den Großherzog Erzherzog Ferdinand III. von Toskana und 1805/06 an das neue Königreich Bayern. 1808 wurde aus Euerwang und Heimbach der Steuerdistrikt Euerwang gebildet, der 1811 zur Ruralgemeinde wurde. Mit dem Gemeindeedikt von 1818 wurden beide Orte wieder eigenständige Gemeinden, bis sie am 17. April 1830 erneut zur Gemeinde Euerwang zusammengefasst wurden. Zunächst war diese Gemeinde dem Landgericht und Rentamt Kipfenberg zugeordnet, ab 1. Oktober 1857 dem näher liegenden Landgericht und Rentamt Greding.
1846 gab es bei 75 „Seelen“ im Pfarrdorf 15 Häuser. Außer den Bauern wirkten hier ein Wirt, ein Schneider und ein Müller. 1871 wurden von den nunmehr 70 Dorfbewohnern sieben Pferde und 74 Stück Rindvieh gehalten. Die Kinder gingen nach Euerwang in die katholische Schule. 1911 schloss sich das Dorf der „Euerwanger Wassergruppe“ zur Trinkwasserversorgung an. In den 1920er Jahren wurde am sogenannten Lichtweiher, etwa einen Kilometer östlich von Heimbach gelegen, von einem gebürtigen Heimbacher Elektroingenieur Kornelius Kratzer mit einem kleinen Wasserkraftwerk Strom erzeugt und so das Dorf mit elektrischem Licht versorgt. 1963 fusionierte die Raiffeisenbank des Dorfes mit derjenigen der Stadt Greding.
Die Gemeinde Euerwang und damit Heimbach wurde zum 1. Januar 1972 im Zuge der Gemeindegebietsreform in die Stadt Greding eingegliedert. Nach dem Zweiten Weltkrieg zählte man durch den Zuzug von Flüchtlingen und Vertriebenen für kurze Zeit 90 Einwohner. 2014 hatte sich diese Zahl mit 41 mehr als halbiert.

### Einwohnerentwicklung
- 1823: 64 (16 Anwesen)[18]
- 1840: 75 (15 Häuser, 16 Familien)[19]
- 1871: 70 (34 Gebäude)[7]
- 1900: 80 (17 Wohngebäude)[20]
- 1937: 81[21]
- 1950: 90 (15 Anwesen)[22]
- 1961: 67 (14 Wohngebäude)[23]
- 1987: 56 (16 Wohngebäude, 17 Wohnungen)[24]

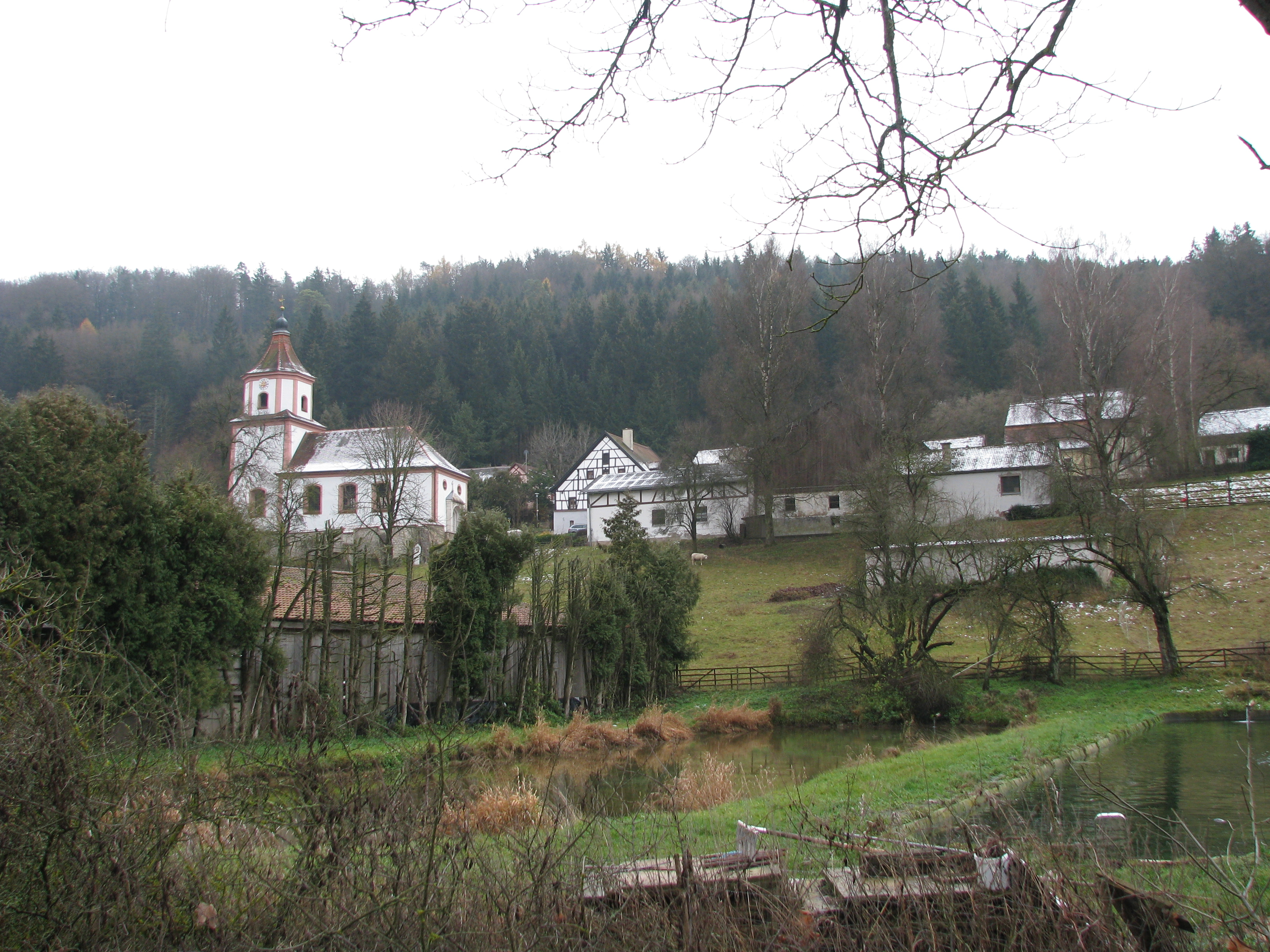
An der Pfarrkirche

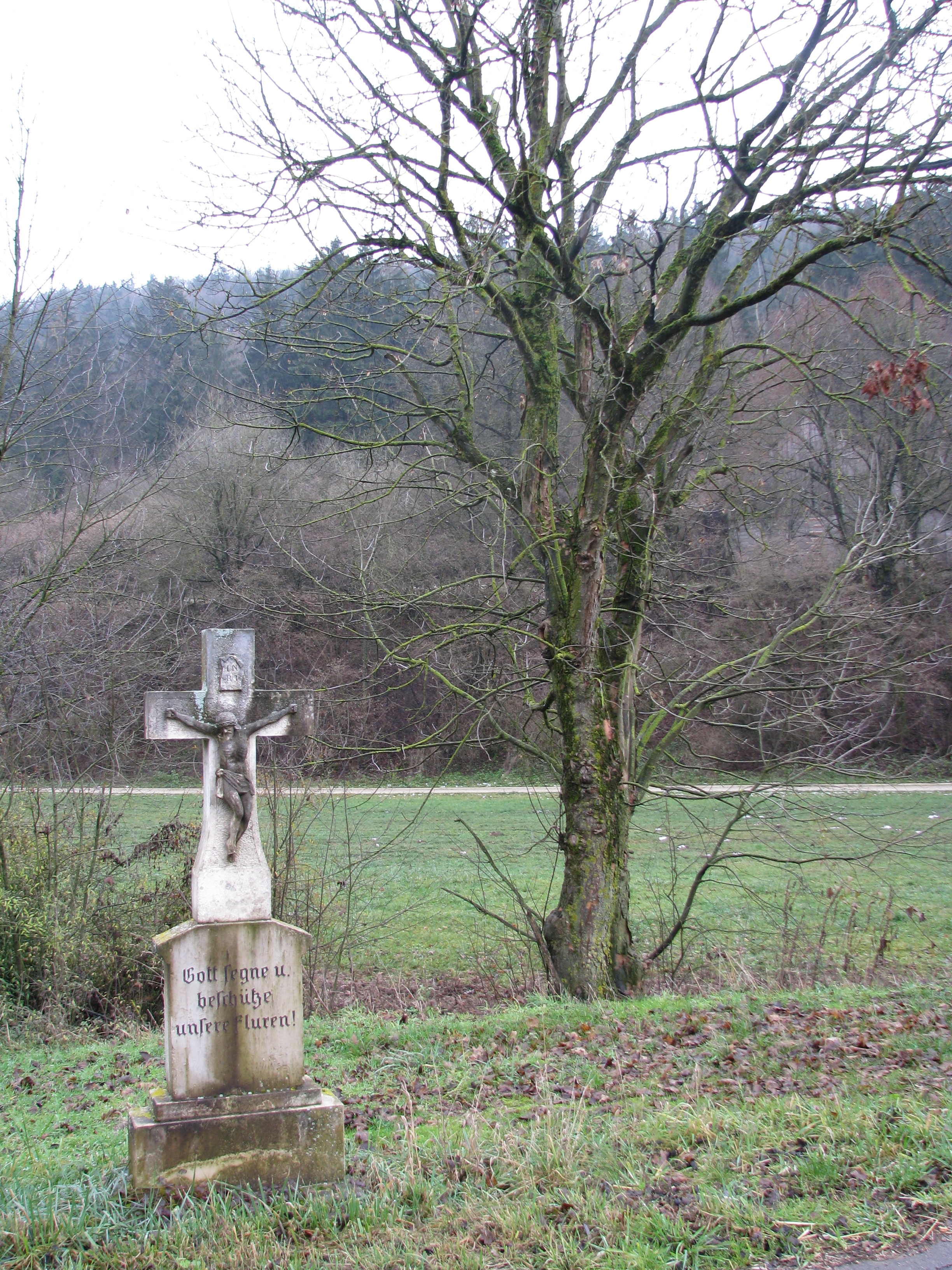
Am Bildstockweg

- 2014: 41[25]

## Katholische Pfarrkirche „Pauli Bekehrung“
Die Kirche „Pauli Bekehrung“ auf einem Hügel inmitten des Dorfes wurde 1308 unter Fürstbischof Philipp von Rathsamhausen geweiht. 1441 wurden an der Kirche nicht näher geschilderte Baumaßnahmen durchgeführt. Nach Ausweis einer Inschrift an der Sakramentsnische stammt diese von 1493. Aus der Zeit der Spätgotik haben sich zwei Figuren erhalten. Eine Marienfigur stammt von 1630. 1718 wurden Kirche, Turm und Friedhofsmauer repariert. Von 1736 stammt der Überschlag zum barocken Umbau, der 1744 erfolgte; hierbei wurde der Turm um einen oktogonalen Aufsatz mit Spitzhelm erhöht und auf das Schiff ein neuer Dachstuhl gesetzt. 1895 kam eine neue 8-Register-Orgel der Firma Steinmeyer in Oettingen in die Kirche. 1902 verlängerte man das Schiff um vier Meter auf 16,3 × 7,4 Meter, der Eingang wurde von der Nord- auf die Westseite verlegt. Die Ausstattung ist barock, die Stuckkanzel fertigte Franz Horneis. 1921 wurde der Turm mit einem Stahlgeläute von drei Glocken der Firma Ulrich in Apolda neu ausgestattet; eine Glocke von 1871 verblieb im Turm. Im Zweiten Weltkrieg mussten Glocken zur Rohstoffgewinnung abgeliefert werden. 2013 wurden der Innenraum und der Dachstuhl renoviert. Das Kriegerdenkmal von 2006 hat der Eichstätter Bildhauer Rupert Fieger entworfen.
1871 errichtete der Heimbacher Mesner Josef Hummel eine Kapelle am Waldweg nach Kinding, die er 1872 mit einer Figur des Geißelchristus aus Oberammergau ausstattete. Das bis zur Flurbereinigung 1972 hier austretende Quellwasser soll heilsam bei Augenleiden gewirkt haben. Am Waldrand bei Heimbach befand sich 1937 eine „sehr alte“ Mariä Himmelfahrt-Kapelle, der heutige Kapellenbildstock „Mariä Krönung“.

## Baudenkmäler
Außer der Pfarrkirche gelten als Baudenkmäler:
- Ehemaliger Bauernhof in der Dorfgasse 6, Wohnstallhaus in Jurahaus-Bauweise aus dem 17./18. Jahrhundert, mit Fachwerkscheune aus dem frühen 19. Jahrhundert
- Ehemaliges Pfarrhaus am Salvatorweg 1 von 1701, zweigeschossig

## Verkehr
Eine 2010 ausgebaute Gemeindeverbindungsstraße führt von Kraftsbuch das Heimbachtal abwärts nach Heimbach, an einem Häuschen zum Rettungsstollen des Euerwangtunnels vorbei.  Von dort aus führt eine nach circa einem Kilometer sich teilende schmale Schotterstraße ins Schwarzachtal und von dort aus weiter in Richtung Norden nach Mettendorf, in Richtung Süden nach Enkering im Anlautertal. Nach Greding ist die Fahrstrecke etwa 7,5 Kilometer lang.

## Wanderwege
- Ein 1994 geschaffener, im Osten von Heimbach beginnender „Bildstockweg“ von circa 60 Gehminuten führt zu zehn Bildstöcken, Feldkreuzen, einer Grotte und zu der auf circa 460 Meter Höhe NHN liegenden Antoniuskapelle am Gredinger Berg.[32]
- Der Gredinger Rundwanderweg Nr. 2 beginnt in Heimbach und führt auf den Euerwanger Bühl und wieder zurück nach Heimbach. Er ist vier Kilometer lang.[33]
- Der Gredinger Rundwanderweg Nr. 3 führt von Greding aus nach Heimbach und wieder zurück. Länge: sieben Kilometer.[34]

## Vereine
- Freiwillige Feuerwehr Heimbach
- Krankenpflegeverein Heimbach, 1987 gegründet[35]